# Ellipsboog

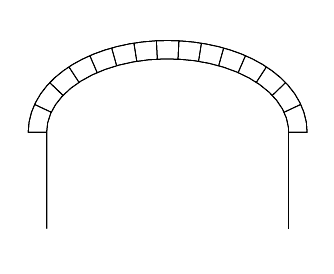
Ellipsboog.

Een ellipsboog is in de architectuur een boogconstructie in de vorm van een halve ellips.
De ellips kan via een kegelsnede worden gemaakt. Andere op kegelsneden gebaseerde bogen in de architectuur zijn de rondboog (halve cirkel) en de paraboolboog (parabool). In de praktijk is een bakstenen ellipsboog gebouwd met een formeel als tijdelijke ondersteuningsconstructie. Voor het uitzetten van de boogvorm en het goed kunnen metselen van de ellipsboog is daar een vlinder als hulpmiddel op aangebracht. 
Een boog die ongeveer even sterk is als de ellipsboog, is de korfboog. Aan die laatste boogvorm wordt wel de voorkeur gegeven omdat die minder moeilijkheden oplevert om te kunnen metselen. De ellipsboog verloopt echter qua boogvorm vloeiend in een zuivere lijn ten opzichte van een korfboog. Dit kan zich bij een bakstenen boog tonen in de stenen met het voegwerk. Beide bogen worden ook wel als stijgende boog uitgevoerd. Hierbij liggen de zogeheten geboorten van de boog niet op dezelfde hoogte.